# Julius Gersdorff

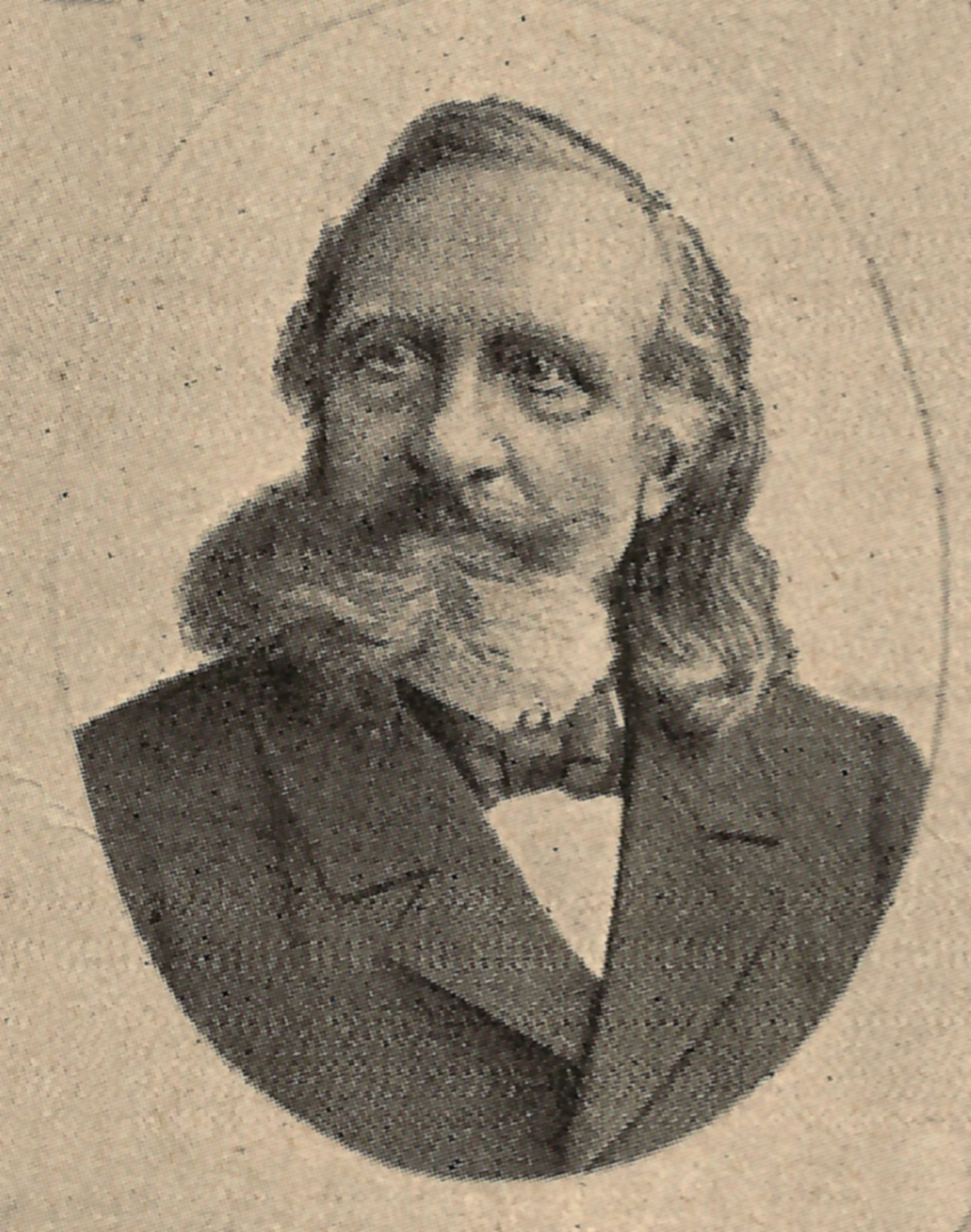
Julius Gersdorff

Julius Gersdorff (* 15. Juni 1849 in Stettin; † 7. November 1907 in Weimar) war ein deutscher Dichter.
Julius Gersdorff war der Sohn eines Kantors. Die von ihm im Selbstverlag herausgegebenen Dichtungen sollen etwa vierhundert Mal vertont worden sein, z. B. von Hugo Richard Jüngst und Max Reger. Gersdorff schied durch Suizid aus dem Leben.

## Werke (Auswahl)
- Kleopatra. Bühnenwerk in vier Akten. Rätze, Dresden 1894.
- Glossen. Humoristisch-ironisch-satirische Reimereien. Rätze, Dresden 1894.
- Natur und Welt. Gedichte. Rätze, Dresden 1894.
- Der Antichrist. Religiöses Bühnenwerk in 4 Aufzügen. Gersdorff, Naumburg 1897.
- Sonnenlieder. Neue Dichtungen. Moritz & Münzel, Wiesbaden 1899.
- Das internationale Judenthum und die schwarze Magie. Ein Beitrag zur Unduldsamkeit der jüdischen Nation. Gersdorff, Usingen 1899.
- Musikantenstücklein. Neue Lieder einer frohen Spielmannsfahrt. Geerdorf, Darmstadt 1900.
- Goethe und die Magie. Studie. Gersdorff, Schorba bei Jena 1903.
- Aus Lebenstiefen. Dichtungen. Hof-Buchdruckerei, Weimar 1904.
- Weltweben. Sprüche und Gedanken. Weimar 1906.
- Gruß aus Thüringen. Neue Lieder. Weimar 1907.
- Neue Lieder des alten thüringischen Barden Julius Gersdorff. Aus der alten Musenstadt Weimar zur Sommersonnenwende 1906. Gersdorff, Weimar 1907.